# تحمان لدي
تحمان لدي (بالفارسية: تحمان لدی) هي قرية تقع في قسم دلغان الريفي (مقاطعة دلغان) في إيران. يقدر عدد سكانها بـ 493 نسمة .